# Чернавин, Фёдор Леонтьевич
Фёдор Леонтьевич Чернавин,  (1831—1879) — омский городской деятель, городской голова.

## Биография
Родился в феврале 1831 года в Пермской губернии.
Окончив в 1851 году физико-математический факультет Казанского университета, преподавал, сначала в Тобольской гимназии, затем в Сибирском кадетском корпусе, где неоднократно исполнял должности инспектора и даже директора.
В 1870 году Чернавин был избран омским городским головой и в этой должности оставался до самой смерти. Он много потрудился для развития народного образования и нередко принимал на себя издержки по этому делу; состоя членом Западного отдела Русского географического общества, принимал большое участие в трудах комиссии этого общества по осуществлению переписи в Омске, руководил организацией ее и исходатайствовал с этою целью отпуск денег из городских сумм. Своею деятельностью Чернавин заслужил большую любовь и уважение общества Омска. В его память одна из главных улиц Омска была названа Чернавинским проспектом (ныне — часть улицы Ленина).
Умер 13 (25) марта 1879 года.